# چی لیپی، وئیودشیپ وارمیان مازوریان
چی لیپی، وئیودشیپ وارمیان مازوریان (به لاتین: Trzy Lipy, Warmian-Masurian Voivodeship) یک روستای لهستان در لهستان است که در Gmina Kętrzyn واقع شده‌است.

## خصوصیات
چی لیپی ۱۰۳ نفر جمعیت دارد.